# Richard Gendall
Richard Gendall   (Penzance, 12 d'abril de 1924 - Liskeard, 12 de setembre de 2017) fou un expert i activista de la llengua còrnica. És conegut principalment per ser el creador de la varietat de còrnic reviscolat Modern Cornish/Curnoack Nowedga, durant els anys 80. Fundà l'organització Teer ha Tavaz per tal de promoure aquesta varietat de la llengua. Estigué implicat en la Universitat d'Exeter.
Gendall va recórrer als registres més actuals de la llengua, com per exemple, els escrits de John i Nicholas Boson del segle xviii. Dedicà una atenció especial a la tradició oral, perviscuda en el temps a través del dialecte propi de Cornualla. La seva obra Practical Dictionary of Modern Cornish és el fruit de 15 anys de recerca, i recull unes 10.000 entrades començant a partir de 1504, data de l'última gran obra còrnica medieval.
Fou músic folk i realitzà diversos enregistraments conjuntament amb Brenda Wootton. També escrigué poesia en llengua còrnica, amb el nom bàrdic Gelvinak.